# A Choice of Catastrophes
A Choice of Catastrophes (Escolha a Catástrofe, no Brasil) é um livro de Isaac Asimov no qual o escritor russo-estadunidense especula sobre possibilidades de um apocalipse e/ou do colapso da humanidade. Asimov dividiu as as possibilidades de catástrofes em cinco graus diferentes: as de primeiro grau levariam ao fim de todo o Universo, enquanto as de quinto levariam a humanidade de volta à barbárie, sem que a vida seja necessariamente extinta.

## Primeiro grau
Se o Universo, como um todo, sofresse uma mudança, de modo a se tornar letal a todo tipo de vida,
então a humanidade também não poderia existir. Isso seria algo que se poderia denominar "catástrofe de primeiro grau".

### Juízo Final
Nesta parte do livro, Asimov fala sobre como as religiões sempre apontaram um momento em que o "o céu cairia" e o Universo se extinguiria para um novo começo. Ele aponta o fato de que algumas religiões ainda aguardam esse momento.

### Aumento da Entropia
Tudo no Universo se move e funciona através da realização de trabalho, mas, sempre de forma a fazer com que a matéria se espalhe mais pelo Universo. Chegará um momento em que a matéria estará tão dispersa, que não será mais capaz de realizar trabalho e, então, tudo não mais existirá. A própria vida só existe como realização de trabalho, como acumulação de elementos, em vez de permitir que se espalhem.
Leia Mais
- No Conto A Última Pergunta, Asimov trabalha exatamente este assunto, levando sempre o homem a perguntar se seria possível evitar que o Universo tivesse esse fim.

### Contração
Existe a teoria que diz que, antes de chegar ao estado de entropia máxima, a expansão do Universo poderá não ter velocidade para vencer as próprias forças gravitacionais, de modo que desacelerará, pouco a pouco, até começar a regredir, e, por fim, acabará por se contrair, até que todas as galáxias estejam novamente juntas, como antes do Big Bang. Essa teoria é chamada de "Big Crunch" : "Grande Destruição", em português.

## Segundo grau
No 2.° Grau, estão as catástrofes que permitem que o Universo permaneça intacto, como um todo, mas que destroem o Sol ou fazem com que ele mude suas características, não permitindo mais a vida ao seu redor.

### Colisões com o Sol
Durante a sua órbita em torno da Galáxia, muitos astros poderiam esbarrar no sol. Mas, por causa de seu grande tamanho, poucos são os corpos que, realmente, podem afetá-lo. Asimov diz que apenas um Buraco Negro, uma nuvem de Antimatéria ou a colisão com outra estrela poderia destruí-lo ou afetá-lo dessa maneira. Ele alega também que as chances de qualquer uma dessas coisas surgirem no caminho do Sol são quase nulas.

### Morte do Sol
O Sol, como qualquer outra estrela, queima combustível para poder liberar calor e luz. Acontece que seu combustível não é eterno e, portanto, deverá acabar. Um pouco antes disto acontecer, o Sol, já como uma anã branca, passará por um processo de expansão tão grande, que engolirá Vênus e Mercúrio. Esse imenso calor será o suficiente para acabar com a vida.
Assim ficará por mais alguns milhões de anos. Depois, irá expelir as suas camadas exteriores e, em seu lugar, ficará apenas um pequeno corpo, irradiando calor e luz, de forma tão minguante, que não poderia ser visto da Terra.

## Terceiro grau
As Catástrofes de 3.° Grau são aquelas que afetam apenas a Terra, de modo que o Sistema Solar, a Galáxia e o Universo continuariam em seu percurso normal.

## Quarto grau
Se a raça humana for extinta, mas a vida na Terra continuar por tempo indeterminado, tem-se uma Catástrofe de 4.° Grau.

## Quinto grau
Em uma Catástrofe de 5.° Grau, o Universo, a Galáxia e o Sistema Solar continuariam os mesmos. A vida, e até os próprios seres humanos, continuariam a existir. Entretanto, a civilização, como a conhecemos, daria lugar à barbárie : a lei da selva voltaria a imperar entre os homens.